# Pfarrkirche Blumau-Neurißhof

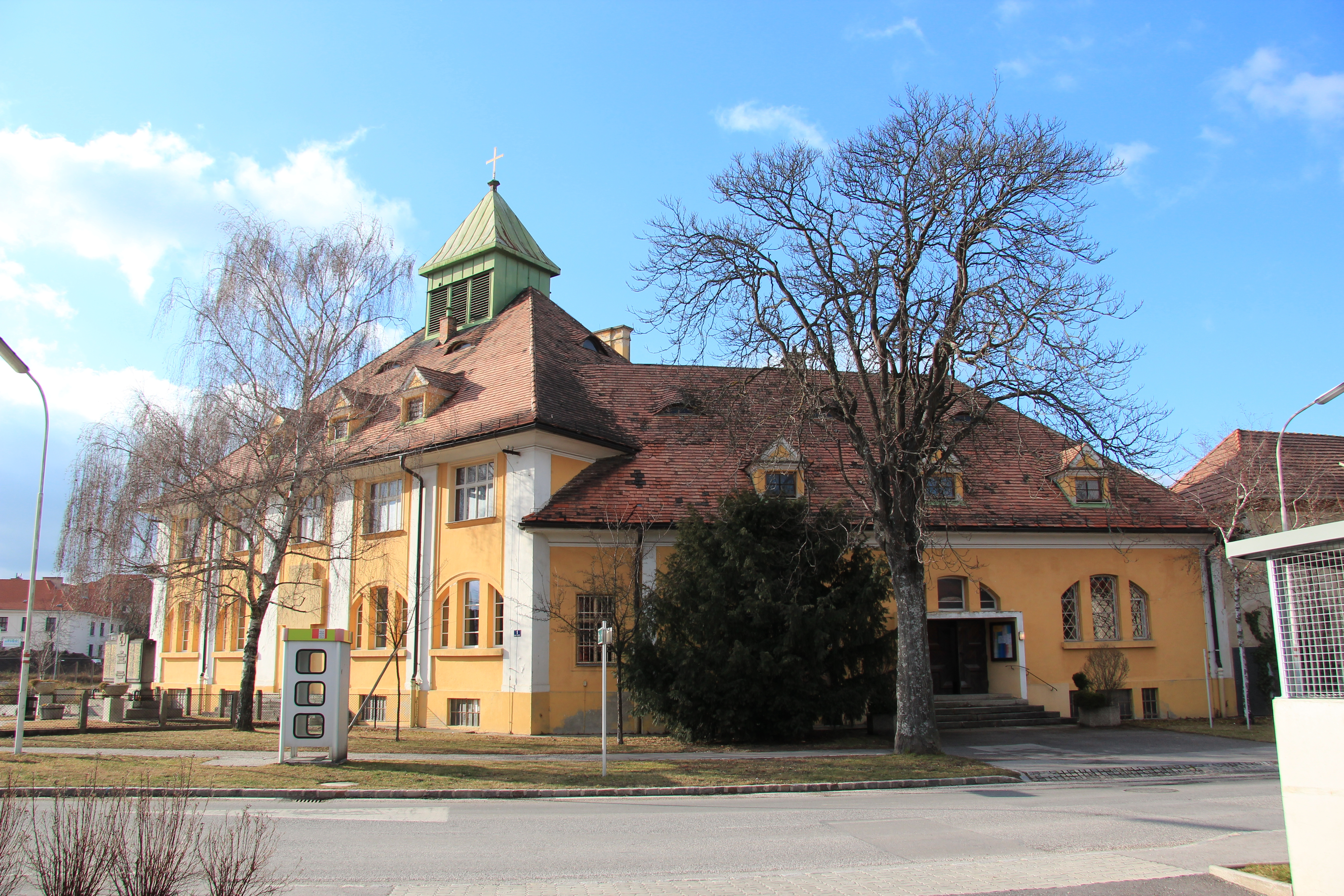
Pfarrkirche hl. Josef in Blumau-Neurißhof

Die römisch-katholische Pfarrkirche Blumau-Neurißhof steht in der Gemeinde Blumau-Neurißhof in Niederösterreich. Die Pfarrkirche hl. Josef gehört zum Dekanat Baden in der Erzdiözese Wien. Die Kirche steht unter Denkmalschutz.

## Geschichte
Die vorherige Pfarrkirche hl. Barbara am Ortsrand, in der Hauptallee Nr. 10 und 12, bereits im Gemeindegebiet von Schönau an der Triesting liegend (siehe Eintrag in der dortigen Denkmalliste) ist ein 1897 errichteter ehemaliger Schulbau  und wurde 1939 zur Pfarrkirche erhoben. Sie wurde mit 4. Februar 2010 profaniert und ist kein Gotteshaus der römisch-katholischen Kirche mehr. Die bisherige Filialkirche zu St. Josef in Neurißhof wurde zur Pfarrkirche erhoben.
Das einstige Verkaufslokal des Kriegskonsum am Anton-Rauch-Platz wurde 1917 errichtet, blieb aber unvollendet. Im Jahr 1935 wurde das Gebäude nach den Plänen des Architekten K. Eder zu einer Filialkirche mit einem Dachreiter umgebaut.

## Architektur
Das Gebäude in einem Mischstil aus Industriearchitektur und Heimatstil hat dreiteilige Segmentbogenfenster und hohe Walmdächer mit profilierten Dachhäuschen und Fledermausgaupen. Im Kircheninneren steht eine dreiflügelige Empore aus Stahlbetonstützen.

## Ausstattung
Die Orgel mit 6 Registern wurde von Franz Strommer errichtet.